# Калама
Калама (на испански: Calama) е град в пустинята Атакама, Чили. Столица и най-голям град на провинция Ел Лоа, регион Антофагаста. Площта на града е 18,21 km², а на едноименната община – 15,597 km². Към 2012 г. населението на града е 136 600, а на общината – 147 886 души. Това е едно от най-сухите места на планетата, като в периода 1570 – 1971 г. в него не е валял дъжд.

## Произход на името
Има различни версии за името на града, като според двете най-разпространени то идва от езика кунса, на който е говорело коренното население атакаменьо. Според едната версия думата произлиза от ckara-ama, което означава „град по средата на водата“. За тази теза говори фактът, че до средата на 20 век градската част на Калама и заобикалящият го оазис са граничили на изток и юг с река Лоа, а на запад – с блатиста местност, създавайки по този начин впечатление за остров насред пустинята. Другата теория е, че името произлиза от ckolama, което означава „място, където изобилстват яребици“.

## История
Първите селища в района датират отпреди 9000 години. Стратегическото място, където днес се намира Калама, в центъра на пустинята Атакама, между океана и планините, допринася за културния обмен със съседните народи, особено с тиуанако и инките. То се превръща в място за почивка на преминаващите войски и търговци и техните коне, които може да нагости с отглежданите там пшеница и люцерна. От недалеч разположената мина Чукикамата се добива мед за производството на оръжия, подкови и др. По време на Колонизацията испанците не успяват да установят контрол над местността заради суровия климат, но все пак построяват няколко църкви. Калама продължава да бъде основно място за набавяне на провизии по търговските маршрути. След обявяването на независимостта на Боливия през 1825 г. градът попада в нейната територия (която се простира до тихоокеанското крайбрежие), бидейки част от департамента Литорал, а през 1840 г. е обявен за столица на регион Атакама. През 1879 г. Чили напада Боливия в желанието си да завладее находищата на селитра в боливийската и перуанската част на пустинята Атакама. На 23 март 1879 г., скоро след началото на Втората тихоокеанска война, чилийските войски превземат Калама. В продължение на почти десет години чилийските власти не обръщат почти никакво внимание на града – докато в рамките на Боливия Калама е столица на провинция (второто ниво в административното деление на Боливия), в тези първи години като част от Чили градът изпада до четвърто ниво в административното деление на Чили, преди да стане административен център от трето ниво през 1888 г., какъвто е и до днес.

## География
Калама се намира в Северно Чили, на 1230 km северно от столицата на страната Сантяго и на 200 km североизточно от столицата на регион Антофагаста – Антофагаста. Намира се на 2260 m надморска височина. През него тече най-дългата река в Чили – Лоа. Градът е отправна точка за много от туристическите атракции в пустинята Атакама – Вайе де ла Луна, вулкана Ликанкабур, археологическия музей Р.П. Густаво Ле Пейдж, националния резерват Лос Фламенкос, гейзера Ел Татио, мината, от която е добита най-много мед в света – Чукикамата и др.

### Климат
Климатът в Калама е студен пустинен по климатичната класификация на Кьопен (BWk). Средната годишна температура е 12,2 °С, като въпреки разположението си в пустиня, дори през лятото средните максимални температури не надвишават 25 °С. Нощите са студени и ветровити.
| Климатични данни на Калама         | Климатични данни на Калама | Климатични данни на Калама | Климатични данни на Калама | Климатични данни на Калама | Климатични данни на Калама | Климатични данни на Калама | Климатични данни на Калама | Климатични данни на Калама | Климатични данни на Калама | Климатични данни на Калама | Климатични данни на Калама | Климатични данни на Калама | Климатични данни на Калама |
| Месеци                             | яну.                       | фев.                       | март                       | апр.                       | май                        | юни                        | юли                        | авг.                       | сеп.                       | окт.                       | ное.                       | дек.                       | Годишно                    |
| Средни максимални температури (°C) | 24,1                       | 24,1                       | 23,6                       | 23,0                       | 22,1                       | 20,6                       | 20,9                       | 21,5                       | 22,6                       | 23,7                       | 24,2                       | 24,4                       | 22,9                       |
| Средни температури (°C)            | 15,1                       | 14,9                       | 13,9                       | 12,1                       | 10,3                       | 8,7                        | 8,6                        | 9,4                        | 11,2                       | 12,7                       | 14,1                       | 14,8                       | 5,1                        |
| Средни минимални температури (°C)  | 5,1                        | 5,5                        | 4,4                        | 2,2                        | 0,7                        | −0,5                       | −0,9                       | −0,9                       | 0,4                        | 1,7                        | 2,8                        | 3,6                        | 2                          |
| Средни месечни валежи (mm)         | 17                         | 4                          | 1                          | 1                          | 1                          | 1                          | 1                          | 1                          | 5                          | 1                          | 1                          | 1                          | 35                         |
| ---------------------------------- | -------------------------- | -------------------------- | -------------------------- | -------------------------- | -------------------------- | -------------------------- | -------------------------- | -------------------------- | -------------------------- | -------------------------- | -------------------------- | -------------------------- | -------------------------- |
| Източник:                          |                            |                            |                            |                            |                            |                            |                            |                            |                            |                            |                            |                            |                            |

## Население
Между 2003 и 2007 г. населението на града нараства значително, след като всичките около 20 000 жители (основно работници в мината Чукикамата и техните семейства) са преместени от град Чукикамата в Калама, за да може въпросната мина да се разрасне.

## Транспорт
На 6 km югоизточно от Калама се намира летище Ел Лоа. Въпреки че може да обслужва само самолети с размах на крилете до 36 m, то е третото най-натоварено летище в Чили, що се отнася до броя обслужени пътници (1 360 998 през 2014 г.). До и от Ел Лоа летят пет пътнически авиокомпании, включително и LAN Airlines.
Четири големи магистрали и междуградски пътища се пресичат в Калама: Рута 21 на североизток до Оягуе на границата с Боливия, Рута 23 на югоизток през Сан Педро де Атакама до граничния пункт Пасо де Сико на границата с Аржентина, Рута 24 на северозапад до Токопия на Тихия океан и Рута 25 на югоизток до кръстовището с Рута 5, част от Панамериканската магистрала. Рута 25 е най-натовареният от тях, защото по него, а после по Рута 5, може да се стигне както до Антофагаста на Тихия океан, така и до Арика на границата с Перу на север и през Сантяго до Пуерто Монт на юг. Рута 5, 23, 25 и 27 са част от пътния коридор Биосеанико, който свързва Антофагаста с бразилския Сантос на Атлантическия океан – най-голямото пристанище в Латинска Америка. Осем автобусни компании обслужват директни линии както до други градове в страната, така и до Уюни, Оруро, Кочабамба и Ла Пас в Боливия и Сан Салвадор де Хухуй и Салта в Аржентина.
През 1886 г. в Калама е открита железопътна гара по линията Антофагаста – Ла Пас. Основното ѝ предназначение е за товарен транспорт – главно на мед и (до Първата световна война) нитрат. Днес пътническият транспорт по линията е преустановен.
Общественият транспорт в Калама се състои от десет автобусни линии и 26 линии на маршрутни таксита.

## Спорт
Спортът в Калама бележи развитие от средата на 20 век. През 1977 г. е основан футболният отбор Кобрелоа, който през сезон 2015/2016 играе във втора дивизия, но е четвъртият най-успешен отбор в страната със своите осем шампионски титли на Примера Дивисион, една Купа на Чили и две участия на финал за Копа Либертадорес. Други популярни спортове в града са баскетбол и волейбол. Калама е част от етапи на няколко издания на Рали Дакар.

## Побратимени градове
- Арад
- Ибара
- Кордоба
- Палпала
- Потоси
- Салта
- Сан Салвадор де Хухуй